# ФанДОК
ОАО «ФанДОК» (сокращение от «Бобруйский фанерно-деревообрабатывающий комбинат»; бел. ФанДАК; Бабруйскі фанерна-дрэваапрацоўчы камбінат) — белорусское деревообрабатывающее предприятие, расположенное в городе Бобруйск Могилёвской области.

## История
В начале XX века Бобруйск являлся крупным центром деревообработки, в 1892—1914 годах здесь действовало 10 лесопильных заводов и мануфактур. Новое деревообрабатывающее предприятие было основано в 1926 году. В 1929 году введены в эксплуатацию лесопильный цех и электростанция, в 1930 году — новые деревообрабатывающие и фанерные цеха, в 1931 году — цех стандартных домов. В 1936 году для переработки отходов завода был построен Бобруйский гидролизный завод. В годы Великой Отечественной войны частично разрушен, восстановил работу уже в 1944 году. До 1951 года назывался Бобруйский лесокомбинат. В 1950—1980-е годы на заводе были введены в эксплуатацию новые цеха по производству различных изделий из древесины. 21 декабря 1970 года было создано Бобруйское производственное деревообрабатывающее объединение, входившее в систему Министерства лесной и деревообрабатывающей промышленности БССР. В 1978 году производственное объединение было переименовано в «Бобруйскдрев» имени 60-летия БССР. В 1991—1994 годах — народное предприятие «Бобруйскдрев», в 1994—1996 годах — акционерное общество, с 1996 года — открытое акционерное общество «ФанДОК» (по другой информации, завод был преобразован в ОАО уже в 1994 году). В 1991 году на предприятии была введена в эксплуатацию фабрика кухонной мебели, в 1992 году — фабрика экспортной мебели, в 1995 году — завод столярных и мебельных плит.

## Современное состояние
Предприятие производит мебель (кухонную, корпусную, стеллажную), дверные блоки, профильные детали, строганые пиломатериалы и заготовки, мебельный щит, столярную плиту, строганый шпон, клееную фанеру, плиты ДСП, топливную щепу. В 2016 году акции ФанДОКа были переданы Банку развития Республики Беларусь, которому было поручено образовать деревообрабатывающий холдинг. В 2017 году Министерство финансов Республики Беларусь возместило часть процентов за пользование кредитами, взятыми предприятием на техническое переоснащение.
По итогам 2018 года выручка предприятия составила 41,6 млн руб. (около 20 млн долларов). По этому показателю компания находилась на шестом месте из девяти предприятий холдинга. Чистый убыток предприятия в 2018 году составил 9,3 млн руб. (около 4,5 млн долларов).